# Lippia pendula
Lippia pendula là một loài thực vật có hoa trong họ Cỏ roi ngựa. Loài này được Rusby mô tả khoa học đầu tiên năm 1912.